# Sinard
Sinard là một xã thuộc tỉnh Isère trong vùng Rhône-Alpes đông nam nước Pháp. Xã này nằm ở khu vực có độ cao từ 485-1005 mét trên mực nước biển. Theo điều tra dân số năm 1999 của INSEE, |xã có dân số là 579 người.